# Maurice Strakosch
Maurice Strakosch (Židlochovice, 15 gennaio 1825 – Parigi, 9 ottobre 1887) è stato un pianista e impresario teatrale statunitense di origine ceca.

## Biografia
Strakosch nacque in Moravia. Debuttò come pianista all'età di undici anni a Brno eseguendo un concerto per pianoforte e orchestra di Hummel. Poiché i suoi genitori non erano contenti della scelta da lui fatta, si recò a Vienna all'età di dodici anni, dove studiò con Simon Sechter e quindi, per un certo tempo, canto con Giuditta Pasta.
Nel 1843 incontrò il tenore Salvatore Patti (1800–1869) a Vicenza e cinque anni dopo divenne l'agente di Patti nel corso della tournée a New York. Queste esecuzioni furono l'inizio della sua carriera di impresario teatrale negli Stati Uniti e della sua lunga amicizia con la famiglia Patti. Nel 1852, Strakosch sposò la figlia di Patti, Amelia Patti. Egli fu anche il primo agente della più giovane e dotata figlia di Patti, Adelina Patti, dal suo debutto del 1859 al suo matrimonio nel 1868. Si crede che Strakosch sia stato il suo miglior insegnante di canto.
Oltre che dei Patti, lei e suo fratello Max, fu impresario di Teresa Parodi, Christina Nilsson, Marie Heilbron, Euphrosyne Parepa-Rosa, Carlotta Patti, Karl Formes, Pasquale Brignoli, Italo Campanini, Pauline Lucca, Thérèse Tietjens, Louis M. Gottschalk, Marie Roze e Marietta Alboni.
Strakosch si esibì occasionalmente anche come pianista, e suonò in duetto con Ole Bull durante la sua tournée statunitense. Nel 1857, la sua opera Don Giovanni di Napoli venne eseguita a New York. Le sue composizioni per pianoforte furono molto popolari.
Nel 1886, pubblicò un libro di memorie, Souvenirs d'un impresario. Strakosch morì a Parigi nel 1887.